# Estação Ferroviária de Porto Ladário
A Estação Ferroviária de Porto Ladário foi uma construção destinada a embarque ou desembarque de passageiros de trem e, secundariamente, ao carregamento e descarregamento de carga transportada. Usualmente consistia em um edifício para passageiros (e possivelmente para cargas também), além de outras instalações associadas ao funcionamento da ferrovia. 

## História
A Estação Ferroviária de Porto Ladário faz parte da linha E. F. Itapura-Corumbá, que foi aberta a partir de 1912. Apesar disso, por dificuldades técnicas e financeiras, havia cerca de 200 km de trilhos para serem finalizados (trechos Jupiá-Água Clara e Pedro Celestino-Porto Esperança), fato que ocorreu apenas em outubro de 1914. Em 1917 a ferrovia é fundida no trecho da Estrada de Ferro Noroeste do Brasil (NOB), que fazia o trecho paulista Bauru-Itapura.
Após 46 anos de pleno funcionamento 40 anos depois de chegar a Porto Esperança, os trilhos da Noroeste chegam a Corumbá, na Fronteira com a Bolívia, em 1952. A estação de Porto Ladário é o ponto final do ramalzinho que atinge o município-enclave de Ladário. Em Corumbá a estação fica a cerca de 2 km do rio, considerado portando distante para atender a navegação e ferrovia ali. O ramalzinho de Porto Ladário totaliza 6 quilômetros e também serve a Fábrica de Cimentos Itaú, situada próxima da divisa com Ladário e também fica do lado da Base Fluvial de Ladário da marinha do Brasil. Em 1975 a linha é incorporada como uma subdivisão da RFFSA e em 1984 (assim como nos anos 80 inteiro) a estação seguia operando com grande movimentação.
Os trens de passageiros da Noroeste para Porto Ladário foram desativados, sendo finalmente privatizada a partir de 1992 e entregue em concessão para a Novoeste definivamente em 1996. Em 2006 a linha é adquirida pela ALL.